# Drosophila ingrata
Drosophila ingrata este o specie de muște din genul Drosophila, familia Drosophilidae, descrisă de Alexander Henry Haliday în anul 1833. Conform Catalogue of Life specia Drosophila ingrata nu are subspecii cunoscute.